# Apogonia reticulata
Apogonia reticulata är en skalbaggsart som beskrevs av Frey 1969. Apogonia reticulata ingår i släktet Apogonia och familjen Melolonthidae. Inga underarter finns listade i Catalogue of Life.